# دورغان سفلي
دورغان سفلي هي قرية في مقاطعة سميرم، إيران. يقدر عدد سكانها بـ 71 نسمة بحسب إحصاء 2016.